# Cantó de Romilly-sur-Seine-2
El cantó de Romilly-sur-Seine-2 és un antic cantó francès del departament de l'Aube, situat al districte de Nogent-sur-Seine. Compta amb part del municipi de Romilly-sur-Seine. Va existir de 1973 a 2015.

## Municipis
- Romilly-sur-Seine (part)

## Història
| Data d'elecció | Identitat      | Partit | Qualitat |
| -------------- | -------------- | ------ | -------- |
| 1973-1998      | Georges Didier | PCF    |          |
| 1998-2015      | Joë Triché     | PCF    |          |